# Том Дейли
Томас Робърт Дейли (на английски: Thomas Robert Daley) е британски състезател по скокове във вода и носител на златен медал от Олимпийските игри 2020 г. в Токио, Япония.

## Ранни години
Роден е на 21 май 1994 г. в Плимът, Девън, Великобритания. Баща му е Робърт Дейли, а майка му – Деби Дейли. Има двама братя – Уилям и Бен.

## Кариера
През 2008 г., на 14 години, Дейли става най-младият спортист, представлявал Великобритания на Олимпийските игри.
Дейли се класира на първо място на Световното първенство по водни спортове през 2009 г. Печели по един бронзов медал съответно на Летните олимпийски игри през 2012 г. и 2016 г.
На световния шампионат на ФИНА през 2017 г. Дейли печели златен медал в дисциплина „скачане от 10 метра височина“ с резултат 590.95.
- Том Дейли, 2008 г
- Том Дейли, 2008 г
- Том Дейли, 2012 г
- Том Дейли, 2016 г

## Личен живот
На 6 май 2017 г. Дейли се омъжва за Дъстин Ланс Блек, филмов сценарист, режисьор и продуцент, с когото са сгодени 2 години. На 27 юни 2018 г. им се ражда син, Робърт Рей Блек-Дейли, чрез сурогатно майчинство.